# Kanton Armentières (bis 2015)
Der Kanton Armentières war ein französischer Kanton im Arrondissement Lille, im Département Nord und in der Region Nord-Pas-de-Calais. Sein Hauptort war Armentières. Vertreter im Generalrat war seit 2004 Bernard Haesebroeck (PS).

## Gemeinden
Der Kanton bestand aus acht Gemeinden:
| Gemeinde                  | Einwohner Jahr | Fläche km² | Bevölkerungsdichte | Code INSEE | Postleitzahl |
| ------------------------- | -------------- | ---------- | ------------------ | ---------- | ------------ |
| Armentières               | 25.978 (2013)  | 6,28       | 4.137 Einw./km²    | 59017      | 59280        |
| Bois-Grenier              | 1.538 (2013)   | 7,25       | 212 Einw./km²      | 59088      | 59280        |
| Capinghem                 | 1.695 (2013)   | 1,86       | 911 Einw./km²      | 59128      | 59160        |
| La Chapelle-d’Armentières | 8.570 (2013)   | 10,33      | 830 Einw./km²      | 59143      | 59930        |
| Erquinghem-Lys            | 4.733 (2013)   | 8,94       | 534 Einw./km²      | 59202      | 59193        |
| Frelinghien               | 2.419 (2013)   | 11,27      | 215 Einw./km²      | 59252      | 59236        |
| Houplines                 | 7.870 (2013)   | 11,32      | 695 Einw./km²      | 59317      | 59116        |
| Prémesques                | 2.220 (2013)   | 5,07       | 438 Einw./km²      | 59470      | 59840        |